# Bar Vesúvio
O Bar Vesúvio é um bar brasileiro da cidade de Ilhéus, na Bahia. Situado na Praça Dom Eduardo, foi aberto em 1919 por dois italianos. Um dos mais antigos estabelecimentos comercias da cidade. Na década de 1940, o bar passou a ser denominado de Bar Triunfo, retornando, posteriormente, ao nome original, Vesúvio.
Ficou bastante conhecido por fazer parte da obra do escritor Jorge Amado, "Gabriela, Cravo e Canela", na qual o personagem árabe Nacib era seu proprietário e se apaixonou pela protagonista Gabriela. No ano de 2024, a novela Renascer da TV Globo, teve cenas gravadas no estabelecimento.